# Викосово
Викосово (пол. Wykosowo, нім. Vixow) — село в Польщі, у гміні Ґлувчиці Слупського повіту Поморського воєводства.
Населення — 285 осіб (2011).
У 1975-1998 роках село належало до Слупського воєводства.

## Демографія
Демографічна структура станом на 31 березня 2011 року:
|          | Загалом | Допрацездатний вік | Працездатний вік | Постпрацездатний вік |
| -------- | ------- | ------------------ | ---------------- | -------------------- |
| Чоловіки | 143     | 41                 | 96               | 6                    |
| Жінки    | 142     | 37                 | 81               | 24                   |
| Разом    | 285     | 78                 | 177              | 30                   |